# Törökszentmiklós

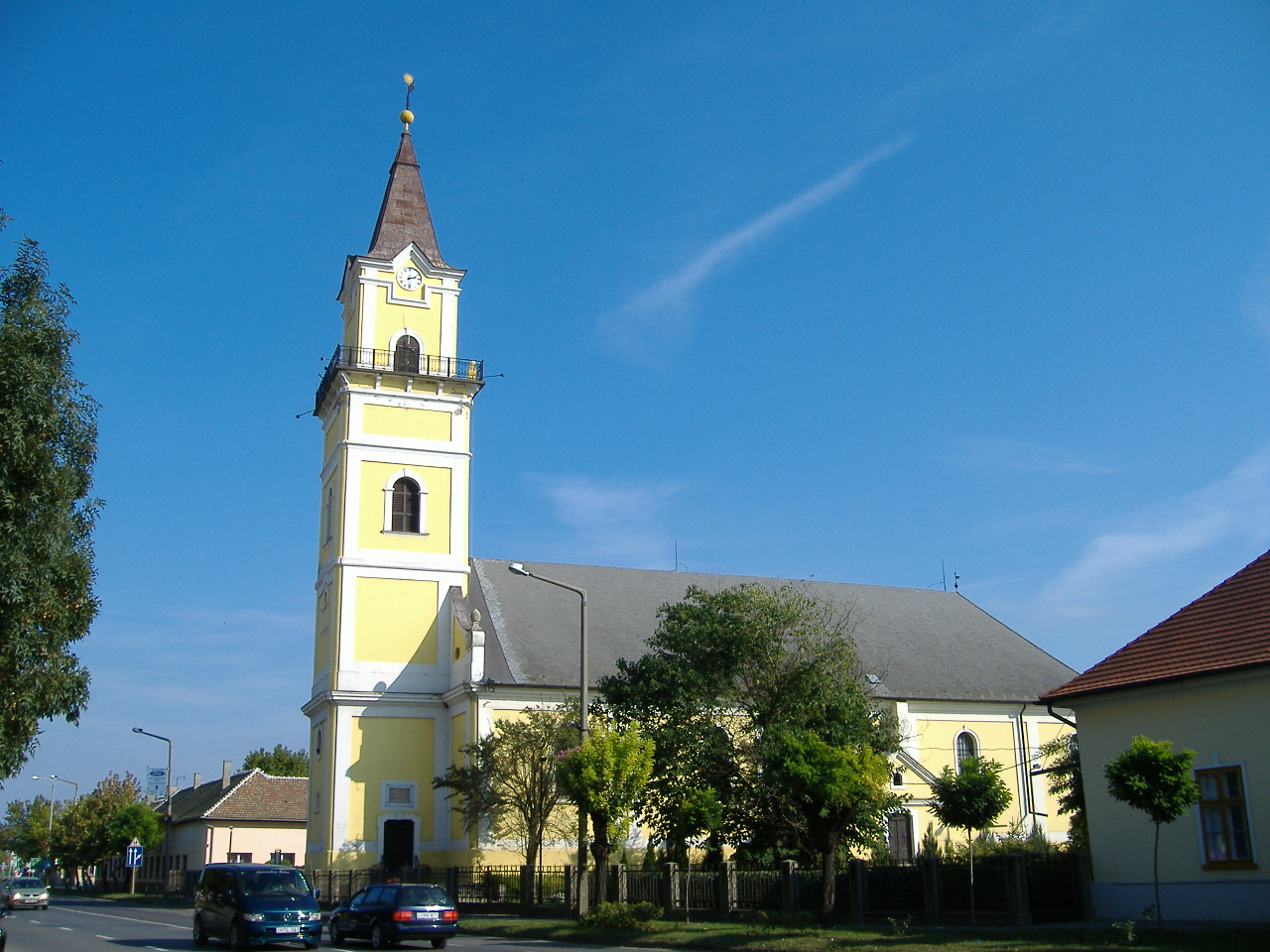
Kyrka i Törökszentmiklós.

Törökszentmiklós är en stad i provinsen Jász-Nagykun-Szolnok i Ungern. Törökszentmiklós ligger i distriktet med samma namn och hade år 2019 totalt 19 827 invånare.